# Катериновка (Петропавловский район)
Катериновка (укр. Катеринівка) — село,
Петровский сельский совет,
Петропавловский район,
Днепропетровская область,
Украина.
Код КОАТУУ — 1223883702. Население по переписи 2001 года составляло 295 человек.

## Географическое положение
Село Катериновка находится на правом берегу реки Самара,
выше по течению на расстоянии в 2 км расположено село Петровка,
ниже по течению на расстоянии в 1 км расположено село Марьина Роща,
на противоположном берегу — сёла Дмитровка и Николаевка.
На территории села несколько озёр.